# Ачисай
Ачиса́й (каз. Ащысай) — село (ранее посёлок городского типа) в Туркестанской области Казахстана. Находится в подчинении городской администрации Кентау. Административный центр и единственный населённый пункт Ачисайского сельского округа. Находится примерно в 30 км к востоку от города Кентау. Код КАТО — 512033100.

## История
Посёлок Ачисай возник в 1932 году в связи с разработкой свинцово-цинкового месторождения. В посёлке действовал комбинат «Ачполиметалл», проживало до 10 тысяч жителей. В середине 1990-х годов шахты и комбинат были закрыты.
Действовала железная дорога до Кентау, в настоящее время разобранная.

## Население
| 1939   | 1959  | 1970  | 1979  | 1989  | 1999  | 2009  |
| ------ | ----- | ----- | ----- | ----- | ----- | ----- |
| 10 232 | ↘9494 | ↘6534 | ↗7082 | ↘6060 | ↘3839 | ↘2176 |
| 2021   |       |       |       |       |       |       |
| ↘1677  |       |       |       |       |       |       |

В 1999 году население села составляло 3839 человек (1892 мужчины и 1947 женщин). По данным переписи 2009 года в селе проживало 2176 человек (1099 мужчин и 1077 женщин).